# Otto Ciliax
Otto Ciliax (ur. 30 października 1891 w Neudietendorf w Turyngii, zm. 12 grudnia 1964 w Lubece) – oficer niemieckiej marynarki wojennej, admirał, uczestnik obu wojen światowych.

## Życiorys
Wstąpił do Kaiserliche Marine jako kadet w 1910, pierwsze szkolenie odbył na krążowniku ”Victoria Louise” (1910–1911). W latach 1911–1912 uczył się w akademii marynarki wojennej. Po wybuchu I wojny światowej, w grudniu 1915 przeszedł kurs dla załóg okrętów podwodnych i od lutego 1916 do października 1917 służył jako oficer na okręcie podwodnym U-52. Następnie służył na lądzie, w tym w szkolnictwie i na stanowiskach sztabowych. W okresie od 24 czerwca do 22 lipca 1918 był dowódcą okrętu podwodnego UB-96, a od 24 września 1918 do 20 stycznia 1919 – UC-27. 
Po wojnie, od marca 1919 do końca 1920 dowodził kolejno torpedowcami: T 92, T 107, T 181, T 140, T 145. Od października 1923 do marca 1924 dowodził torpedowcem G 8, od marca 1925 do września 1926 torpedowcem S 18, a następnie do września 1928 1. Półflotyllą Torpedowców.  Następnie służył na stanowiskach sztabowych, w nowo utworzonej Kriegsmarine. Od września 1936 do października 1938 był dowódcą „pancernika kieszonkowego” „Admiral Scheer”, pełniącego służbę dozorową na wodach Hiszpanii podczas wojny domowej (od marca do czerwca 1938 był tymczasowym dowódcą niemieckich sił morskich w Hiszpanii). Od 7 stycznia 1939 do 28 września 1939 był pierwszym dowódcą pancernika „Scharnhorst".
Podczas II wojny światowej, od grudnia 1939 do czerwca 1941 był szefem sztabu Dowództwa Grupy Marynarki Zachód, w stopniu kontradmirała. Od 16 czerwca 1941 do 2 czerwca 1942 zajmował stanowisko Dowódcy Pancerników, a od 21 września 1941 do 21 października 1941, także sformowanej tymczasowo po ataku na ZSRR niemieckiej Floty Bałtyckiej. Dowodził niemieckimi pancernikami „Scharnhorst” i „Gneisenau” podczas ich przedarcia się przez kanał La Manche z Francji (operacja Cerberus) w lutym 1942. Na początku marca 1942 dowodził akcją pancernika „Tirpitz” przeciw konwojowi PQ-12 w Arktyce, zakończonej bez sukcesów. 
Od 26 czerwca 1942 do 21 marca 1943 zajmował stanowisko inspektora do spraw torpedowych, a od 4 marca 1943 do końca wojny był dowódcą floty niemieckiej w Norwegii. Następnie w niewoli alianckiej, zwolniony 24 lutego 1946.
Zmarł 12 grudnia 1964 w Lubece. 

## Odznaczenia, m.in.
- Krzyż Rycerski Krzyża Żelaznego (21 marca 1942)
- Złoty Krzyż Niemiecki (20 listopada 1941)
- Krzyż Żelazny I klasy (3 listopada 1916)[1]
- Krzyż Żelazny II klasy (13 czerwca 1916)[1]
- Kawaler Orderu Ernestyńskiego z mieczami[1]
- Krzyż Zasługi Wojskowej III klasy z dekoracją wojenną (Austro-Węgry)[1]

## Kariera
- 15 kwietnia 1911 – chorąży marynarki (Fähnrich zur See)
- 27 września 1913 – podporucznik marynarki (Leutnant zur See)
- 22 marca 1916 – porucznik marynarki (Oberleutnant zur See)
- 29 czerwca 1920 – kapitan marynarki (Kapitänleutnant)
- 1 października 1928 – komandor podporucznik (Korvettenkapitän)[1]
- 1 października 1933 – komandor porucznik (Fregattenkapitän)
- 1 lipca 1935 – komandor (Kapitän zur See)
- 1 listopada 1939 – kontradmirał (Konteradmiral)
- 1 czerwca 1941 – wiceadmirał (Vizeadmiral)
- 1 lutego 1943 – admirał (Admiral)